# Liga Gallega de waterpolo
La Liga Gallega de waterpolo masculino es la liga territorial que da acceso a la tercera división de waterpolo en España que se juega entre equipos de la zona de Galicia. Está organizada por la Federación Gallega de Natación.

## Historial
| Año       | Primero                 | Segundo                  |
| --------- | ----------------------- | ------------------------ |
| 2003-04   | Club Natación La Coruña | Club Natación Pontevedra |
| 2004-05   | Club Natación La Coruña | Club Waterpolo Santiago  |
| 2005-06   | Club Natación La Coruña | Club Waterpolo Santiago  |
| 2006-07   | Club Natación A Coruña  | Club Waterpolo Santiago  |
| 2007-08   | Club Natación La Coruña | Club Waterpolo Santiago  |
| 2008-09   | Club Waterpolo Santiago | Club Natación Pontevedra |
| 2009-10   | Club Waterpolo Santiago | Club Natación Pontevedra |
| 2010-2011 | Club Waterpolo Santiago | Club Natación Pontevedra |